# Culoarul Morții (film)
The Green Mile este un film dramatico-fantastic american din 1999, în regia lui Frank Darabont, adaptat după romanul omonim din 1996, scris de Stephen King. În rolurile principale sunt Tom Hanks și Michael Clarke Duncan.
Filmul a fost nominalizat la patru premii Oscar: cel mai bun film, cel mai bun actor în rol secundar (Michael Clarke Duncan), cel mai bun sunet și cel mai bun scenariu adaptat și la un Glob de Aur pentru cel mai bun actor în rol secundar.

### Subiectul filmului:
“The Green Mile” este o adaptare pentru marele ecran a celebrului roman- foileton al lui Stephen King, publicat în 1996. Actiunea se petrece în anul 1935, în sectorul condamnatilor la moarte al unei închisori din sudul Statelor Unite si dezvoltã povestea uimitoare a unui gardian despre relatia neobisnuitã ce se înfiripã între acesta si unul dintre condamnati, posesor al unui har magic, pe cât de misterios, pe atât de miraculos.
Câstigãtorul a douã premii OSCAR, Tom Hanks, interpreteazã rolul lui Paul Edgecomb, gardianul sef care relateazã prin flashback o întâmplare misticã de pe vremea când lucra în penitenciarul Cold Mountain si avea sub supraveghere un grup de criminali condamnati la moarte pe scaunul electric.
Michael Clarke Dunkan, la primul sãu rol principal, îl interpreteazã aici pe John Coffey, un prizonier masiv, înalt de peste 2m, condamnat pentru uciderea brutalã a douã fetite. Firea lui blândã, naivã, si puterile paranormale cu care este înzestrat, contrasteazã puternic cu înfãtisarea sa, strecurând în mintea lui Edgecomb îndoieli despre vinovãtia lui Coffey.
Realizatorul Frank Darabont se reîntoarce, dupã 5 ani, în scaunul de regizor pentru a aduce pe ecran cea de-a doua adaptare a sa dupã un scenariu de Stephen King, “The Green Mile”. Darabont a scris si regizat cunoscutul “The Shawshank Redemption,” productie Castle Rock din 1994, care i-a adus sapte nominalizãri la OSCAR, dintre care, una pentru Cel mai bun film si una pentru Cea mai bunã ecranizare. David Valdes, producãtorul executiv al productiei Castle Rock din 1993, thriller-ul “In the Line of Fire” nominalizat la OSCAR si al filmului lui Clint Eastwood, câstigãtor al premiului OSCAR pentru Cel mai bun film al anului 1992, “Unforgiven”, este producãtorul acestui film.

## Distribuție
- Tom Hanks în rolul lui Paul Edgecomb
- David Morse în rolul lui Brutus "Brutal" Howell
- Bonnie Hunt în rolul lui Jan Edgecomb
- Michael Clarke Duncan în rolul lui John Coffey
- Doug Hutchison în rolul lui Percy Wetmore
- Jeffrey DeMunn în rolul lui Harry Terwilliger
- Barry Pepper în rolul lui Dean Stanton
- Sam Rockwell în rolul lui William "Wild Bill" Wharton
- Michael Jeter în rolul lui Eduard "Del" Delacroix
- James Cromwell în rolul lui Warden Hal Moores
- Patricia Clarkson în rolul lui Melinda Moores
- Brent Briscoe în rolul lui Bill Dodge
- Harry Dean Stanton în rolul lui Toot-Toot
- Dabbs Greer în rolul lui Old Paul Edgecomb
- Gary Sinise în rolul lui Burt Hammersmith
- Graham Greene în rolul lui Arlen Bitterbuck
- William Sadler în rolul lui Klaus Detterick
- Bill McKinney în rolul lui Jack Van Hay, the executioner.
- Jon Polito în rolul lui "D" Block Prison Guard
- Eve Brent în rolul lui Elaine Connelly
- Paula Malcomson în rolul lui Marjorie Detterick